# Adonis Jordan
Adonis Adelecino Jordan (* 21. August 1970) ist ein ehemaliger US-amerikanischer Basketballspieler.

## Leben
Jordan wuchs zunächst in New York auf und spielte als Schüler an der Theodore Roosevelt High School in Yonkers. Dann zog er mit seiner Mutter nach Los Angeles in Kalifornien und besuchte die dortige Grover Cleveland High School, an der er ebenfalls Basketball spielte. Zum Studium ging er an die University of Kansas. Der 1,80 Meter messende Aufbauspieler gehörte von 1989 bis 1993 der Hochschulmannschaft an, bestritt in dieser Zeit 137 Spiele. 1991 und 1993 kam er mit Kansas in der NCAA-Endrunde unter die besten vier Mannschaften. Im Juli 1991 gewann er mit der US-Studentenauswahl die Goldmedaille bei der Sommer-Universiade im englischen Sheffield. Jordans erfolgreichste Saison der Hochschulzeit in Bezug auf seine Punktausbeute war 1991/92, als er im Schnitt 12,8 Punkte je Begegnung erzielte. Mit 568 Vorlagen lag er bei seinem Abschied 1993 auf dem dritten Rang der ewigen Bestenliste der University of Kansas. Er war in der Hochschulmannschaft Kollege von Spielern wie Rex Walters, Greg Ostertag und Mark Randall.
Die Seattle SuperSonics wählten ihn im Rahmen des NBA-Draftverfahrens im Jahr 1993 aus, Jordan gelang aber nicht der Sprung in Seattles Aufgebot der Saison 1993/94, Anfang November 1993 wurde er aus dem Kader gestrichen. Im selben Monat erhielt er einen Vertrag einer anderen NBA-Mannschaft, den Denver Nuggets, der zehn Tage später endete. Im Januar 1994 wurde er von Denver abermals mit einem auf zehn Tage befristeten Vertrag ausgestattet. Der Aufbauspieler wurde von Denver in insgesamt sechs Partien eingesetzt, er kam auf 2,5 Punkte pro Begegnung. Zu seinen Kollegen in Denver zählte neben den damals bekannten Größen wie Dikembe Mutombo, Bryant Stith und Mahmoud Abdul-Rauf wie zu Universitätszeiten Mark Randall. Neben seinen Einsätzen in der NBA sammelte Jordan in seinem ersten Profijahr Erfahrung in der Continental Basketball Association (CBA). In der CBA gehörte Jordan im Laufe des Spieljahres drei Mannschaften an, seine besten Werte verbuchte er in den Farben von Columbus Horizon (8,5 Punkte, 6,5 Rebounds/Spiel).
Er spielte im 1994 erschienenen Film Blue Chips mit Nick Nolte mit.
Jordan setzte seine Laufbahn anschließend im Ausland fort, beginnend in der Frühjahrssaison 1994 in der australischen NBL. Er erzielte für die Mannschaft South East Melbourne Magic im Schnitt 19,9 Punkte je Begegnung und machte sich in den folgenden Jahren bei Vereinen in Israel, Venezuela, Südkorea, Hongkong und Belarus ebenfalls einen Namen als korbgefährlicher Aufbauspieler.
Im Januar 1999 bot sich Jordan eine zweite NBA-Chance, als er einen Vertrag bei den Milwaukee Bucks unterschrieb. Einen Monat später wurde er aus dem Kader gestrichen, Mitte März 1999 aber kurzzeitig noch einmal verpflichtet. Er wurde von Milwaukee in insgesamt vier NBA-Spielen eingesetzt, Jordan bestritt in der Saison 1998/99 auch neun Spiele für Rockford Lightning in der CBA. 1999/2000 stand Jordan beim finnischen Erstligisten Espoon Honka unter Vertrag und führte die Mannschaft als bester Korbschütze (21,3 Punkte/Spiel) an.
Zur Spielzeit 2000/2001 wechselte er zu Avitos Gießen in die Basketball-Bundesliga nach Deutschland. Im Sonderheft 2000/2001 des Fachblatts Basketball wurde Jordan aufgrund seiner Spielmacherfähigkeiten als „General auf dem Spielfeld“ bezeichnet. Mit 18,9 Punkten sowie 3,9 Vorlagen je Begegnung war er bei den Mittelhessen im Saisonverlauf in beiden Kategorien führend. Er erreichte mit Gießen das Bundesliga-Halbfinale, dort war gegen Alba Berlin Schluss.
In der Saison 2001/2002 stand Jordan in sieben Spielen für den französischen Zweitligisten GET Vosges auf dem Feld, im Laufe des Spieljahres ging er zu Pepinster nach Belgien. In der 2003er Frühjahrssaison war er erneut in Australien tätig, spielte erst für die Townsville Crocodiles, ehe er während des Spieljahres innerhalb der Liga zu den Victoria Giants wechselte.
Im Jahr 2005 war er als Trainer der Mannschaft Topeka Tornado in der US-Liga All-American Professional Basketball League tätig. 2010 zog er nach Australien, dem Heimatland seiner Ehefrau, war dort als Trainer im Jugendbereich bei den Mannschaften Nunawading Spectres, Dandenong Rangers und Chelsea Gulls beschäftigt, bei letzterem Verein war er auch Spieler.